# Torre de los Perdigones

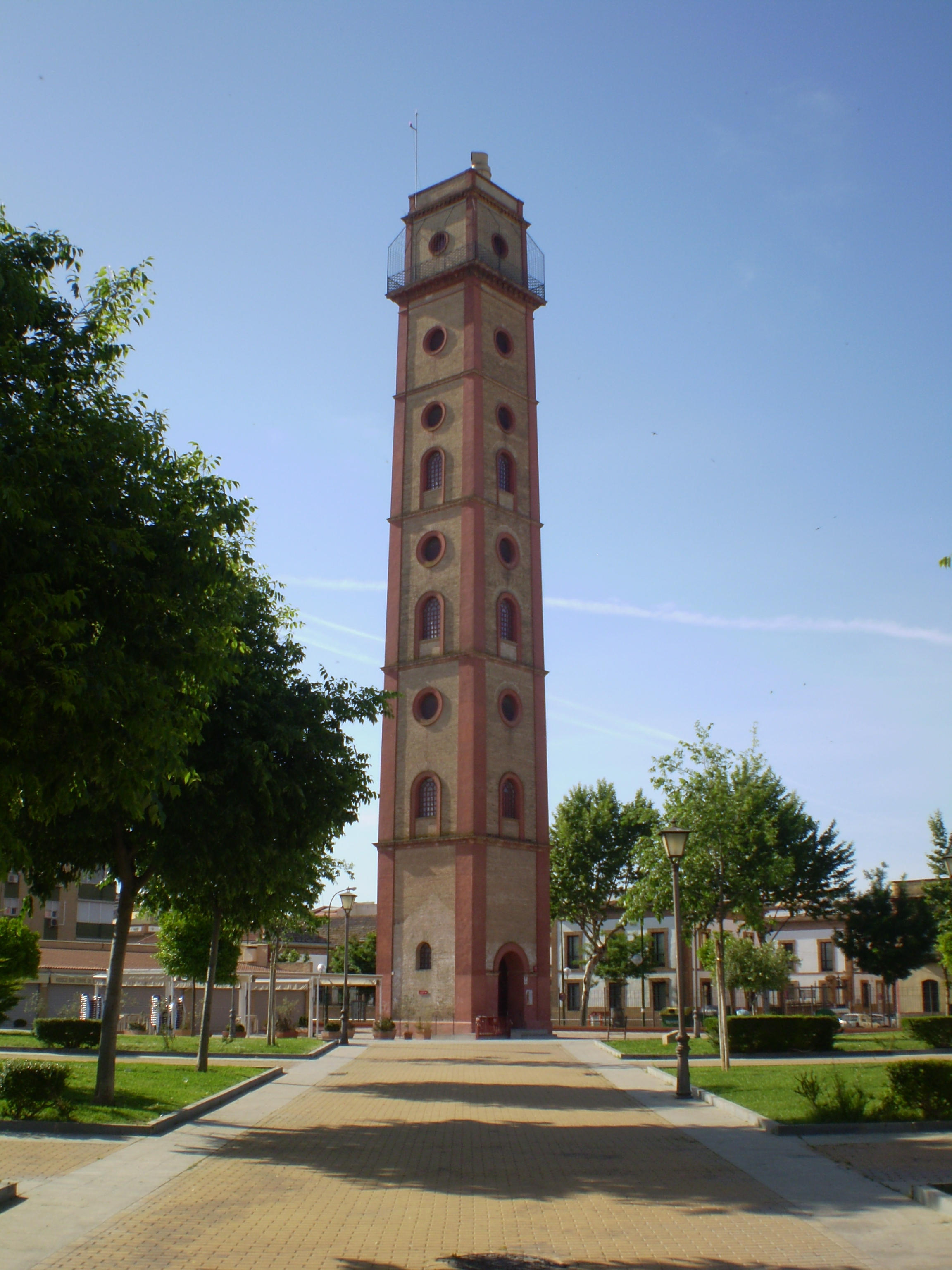
La Torre de los Perdigones.

La Torre de los Perdigones (littéralement, la Tour des chevrotines), est une tour de la ville andalouse de Séville, en Espagne. Située à la rue Resolana, dans le district de Macarena, elle faisait partie de la fabrique San Francisco de Paula, une fonderie populairement connue sous le nom de Fabrique de chevrotine. Créée en 1890 par Manuel Mata, elle était spécialisée dans les projectiles, les briques réfractaires et les plaques de zinc, utilisées notamment pour la fabrication de baignoires.
Les projectiles étaient fabriqués dans la tour, qui mesure 58 mètres de haut : le four était situé au dernier étage et le plomb fondu coulait à travers des cribles de différents diamètres ; les gouttes de métal ainsi formées chutaient jusqu'au rez-de-chaussée et se solidifiaient alors en tombant dans de l'eau. La fabrique ferma ses portes dans les années 1950 et fut détruite, laissant la tour comme seul vestige.
La tour fut restaurée une première fois pour l'exposition universelle de 1992 grâce à des subventions de la chaîne de grands magasins El Corte Inglés, puis à nouveau en 2005, cette fois par la municipalité.
Les alentours abandonnés de la tour furent occupés par un bidonville jusqu'en 2001, puis furent convertis en un jardin public qui prit le nom de la tour, autour duquel se trouvent depuis des bureaux, des bâtiments d'habitation et des écoles comme la faculté d'odontologie de l'université de Séville.
Depuis le 28 mars 2007, la tour est utilisée à des fins touristiques : un restaurant se trouve au rez-de-chaussée et la partie supérieure renferme une chambre noire : grâce à un système de lentilles et de miroirs, il est possible à un observateur de voir une grande partie de la ville comme s'il se trouvait à 45 mètres du sol.